# الإمبراطور تشنغهوا
الإمبراطور تشنغهوا (9 ديسمبر 1447 – 9 سبتمبر 1487)، المعروف أيضًا بالاسم المعبدي «الإمبراطور شيانزونغ» من أسرة مينغ، واسمه الشخصي «تشو جيان‌شين» الذي تغيّر إلى «تشو جيان‌رو» في عام 1457، تولّى العرش بوصفه الإمبراطور التاسع من أسرة مينغ، وحكم البلاد من عام 1464 حتى عام 1487. ورث العرش عن والده، «الإمبراطور يينغ‌ زونغ».
وُلد «تشو جيان‌شين» في عام 1447 بوصفه ابنًا للإمبراطور «يينغ‌زونغ». في سن الثانية، أسره المغول خلال معركة حصن تومو، فاعتلى عمه العرش تحت لقب «الإمبراطور جينغ‌تاي». عيّنه عمه وليًا للعهد، ثم أقاله لاحقًا من هذا المنصب.ولم يُعَد تعيين «تشو جيان‌شين» وليًا للعهد إلا في عام 1457، حين أطاح «الإمبراطور يينغ‌زونغ» بالإمبراطور «جينغ‌تاي» المريض في انقلاب واستعاد العرش.
بدأ «الإمبراطور تشنغ‌هوا» حكمه في سن السادسة عشرة. في السنوات الأولى من عهده، انتهج سياسة جديدة تضمنت تخفيض الضرائب والتركيز على تعزيز سلطة الدولة. غير أن الأثر الإيجابي لهذه التغييرات تضاءل مع مرور الوقت. وفي السنوات الأخيرة من حكمه، خضعت «المدينة المحرّمة» لهيمنة الخصيان، وعلى رأسهم «وانغ تشي» و«ليانغ فانغ» سيئا السمعة. أفضت تفضيلات الإمبراطور للمقرّبين على حساب ترقية الكفاءات إلى تقويض الجوانب الإيجابية لحكمه تدريجيًا، مما أدى إلى تفشي الفساد وثراء أنصاره على حساب خزينة الدولة. اندلعت انتفاضات فلاحية في أنحاء البلاد وقُمعت بوحشية. حكم الإمبراطور بسلطوية متزايدة، فعزّز جهاز الشرطة السرية لمراقبة مشاعر الشعب.
مارست «وان تشنر»، وهي سيدة من القصر تكبر «الإمبراطور تشنغ‌هوا» بسبعة عشر عامًا، تأثيرًا كبيرًا عليه، وأصبحت في نهاية المطاف المفضّلة لديه. تجلّى ذلك بوضوح خاص بعد إنجابها طفلًا في عام 1464، رغم أن الطفل توفي بعد فترة قصيرة. مع ذلك، احتفظت السيدة «وان» بنفوذها على الإمبراطور وحرمه. استعانت بالخصيان الموالين لها لإجبار النساء الأخريات على الإجهاض إن حملن من الإمبراطور، ولم تتردد في استخدام التسميم للتخلّص من الأمهات وأطفالهن. لم يكتشف الإمبراطور وجود ابنه «تشو يوتشنغ»، البالغ من العمر خمس سنوات، والذي أُخفي حتى ذلك الحين، إلا في عام 1475.
اشتهر «الإمبراطور تشنغ‌هوا» ببراعته العسكرية، وأولى اهتمامًا بالغًا لقوة جيشه. وخلال سبعينيات القرن الخامس عشر، حققت قوات «مينغ» المُعاد تنظيمها انتصارات بارزة في معاركها ضد المغول، ممّا شكّل أولى الانتصارات الكبرى منذ عام 1449. بالإضافة إلى ذلك، شُيّدت جدران دفاعية في منطقتي «شنشي» و«شانشي»، مما مهّد الطريق لبناء «سور الصين العظيم» الدائم. كما أبرمت أسرة «مينغ» تحالفًا مع «كوريا» وخاضت حربًا فعّالة ضد قبائل «الجورشن» في منشوريا الشرقية.
توفي «الإمبراطور تشنغ‌هوا» في عام 1487 بعد 23 عامًا من الحكم، واعتلى «تشو يوتشنغ» العرش بلقب «الإمبراطور هونغ‌تشي».

## نشأته واعتلاؤه الحكم
وُلد «تشو جيان‌شين»، الذي سيصبح لاحقًا «الإمبراطور تشنغ‌هوا»، في 9 ديسمبر 1447، بوصفه الابن الأكبر للإمبراطور «يينغ‌زونغ» وإحدى محظياته (امرأة تعيش عيشة الزوجية بدون زواج شرعي)، السيدة «تشو».
في عام 1449، أُسر «الإمبراطور يينغ‌زونغ» على يد المغول خلال معركة حصن تومو، فتولّى شقيقه، «تشو تشي‌يو»، الحكم مؤقتًا. وفي الوقت ذاته، عُيّن «تشو جيان‌شين» وليًا للعهد. وبعد أيام قليلة، أصبح «تشو تشي‌يو» الإمبراطور، المعروف باسم «الإمبراطور جينغ‌تاي». في عام 1450، أعاد المغول «الإمبراطور يينغ‌زونغ» إلى أسرة «مينغ»، غير أن «الإمبراطور جينغ‌تاي» وضعه تحت الإقامة الجبرية. ظل «تشو جيان‌شين» وليًا للعهد حتى عام 1452، حين خُفّضت رتبته إلى «أمير يي» (沂王). عاش في عزلة عن والديه في ظروف مادية صعبة، وبدأ يعاني من التلعثم تحت وطأة الضغط النفسي.
لكن ولي العهد الجديد، وهو الابن الوحيد للإمبراطور «جينغ‌تاي»، توفي في عام 1453، وبقيت مسألة الخلافة مفتوحة، وظل وضع «تشو جيان‌شين» غير مستقر حتى مرض الإمبراطور «جينغ‌تاي» في أواخر عام 1456. استغل أتباع «الإمبراطور يينغ‌زونغ» هذا الوضع، ونفّذوا انقلابًا في فبراير 1457 أعاد «الإمبراطور يينغ‌زونغ» إلى العرش. في 1 مارس 1457، عيّن «تشو جيان‌شين» وليًا للعهد على يد والده. وفي الوقت ذاته، غيّر اسمه من «جيان‌شين» إلى «جيان‌رو»، ويُحتمل أن السبب في ذلك يعود إلى أن اسمه الأصلي، الذي اختاره «الإمبراطور جينغ‌تاي» في عام 1449، لم يكن مقبولًا لدى «الإمبراطور يينغ‌زونغ».
غالبًا ما صوّر الرسامون «تشو جيان‌شين» بوصفه قوي البنية، ممتلئ الخدين، حاد النظرات، كبير شحمتي الأذنين، وله شارب ولحية مشذبتان. كانت هذه السمات ذات الطابع الآسيوي الوسيط ظاهرة أيضًا في صور أسلافه، حتى جدّه الأكبر لأربعة أجيال. أما ابنه وخليفته، فعلى الرغم من امتلاكه لحية كذلك، فقد كان أصغر حجمًا، في حين اتّسم أباطرة آخرون بمظهر أكثر نحافة وأقرب إلى السمات الجنوبية. في طفولته، كان «تشو جيان‌شين» بطيء الاستجابة ويعاني من التلعثم، مما دفع «الإمبراطور يينغ‌زونغ» إلى الشك في ذكائه وقدرته على الحكم. ومع ذلك، أقنعه الأمناء الكبار، وعلى رأسهم «لي شيان»، بالإبقاء على ولاية العهد لابنه البكر.
توفي «الإمبراطور يينغ‌زونغ» في 23 فبراير 1464. وفي اليوم التالي، جرى تعيين مجلس إمبراطوري مكوّن من اثني عشر عضوًا لمناقشة السياسات الحكومية وتقديم المشورة للإمبراطور الشاب. تألّف المجلس من ستة مسؤولين: كبير الأمناء «لي شيان»، وزير شؤون الموظفين «وانغ آو»، وزير المالية «نيان فو» (年富)، الأمين الكبير «بنغ شي» (彭時)، وزير الحرب «ما آنغ» (馬昂؛ 1399–1476)، والأمين الكبير «تشن ون» (陳文؛ 1405–1468)؛ وأربعة خصيان: «ليو يونغ‌تشنغ» (劉永誠)، «شيا شي» (夏時)، «فو غونغ»، و«نيو يو» (牛玉)؛ واثنين من القادة العسكريين: «سون جي‌زونغ» (孫繼宗)، مركيز «هوِي‌تشانغ»، و«سون تانغ» (孫鏜)، مركيز «هوِي‌نينغ».
في 28 فبراير 1464، اعتلى العرش وتبنّى اسم الحقبة «تشنغ‌هوا»، والذي يعني «التغيير المنجز». عندما تولّى «الإمبراطور تشنغ‌هوا» زمام الحكم، كان بالفعل واقعًا تحت تأثير مُفضلته «وان تشنير». كانت في السابق خادمةً لجدته، «الإمبراطورة سون»، وكان يلبّي لها كل رغباتها. عُرفت «وان» بذكائها وحزمها، وبدأت حياتها كمربّية له، ثم أصبحت لاحقًا إحدى محظياته. وعند اعتلائه العرش، كانت تبلغ من العمر 34 عامًا، أي ضعف عمر الإمبراطور البالغ حينها 17 عامًا.

## علاقاته داخل البلاط

### الأمهات الإمبراطوريات والإمبراطورات
أثّرت الصراعات بين النساء داخل «المدينة المحرّمة» سلبًا على سمعة الإمبراطور. وقع أول حادث في يوم تتويجه، حين نشب خلاف حول لقب أرملة «الإمبراطور يينغ‌زونغ»، «الإمبراطورة تشيان».ووفقًا للأنظمة، كان ينبغي منح اللقب للإمبراطورة الأم، غير أن والدة الإمبراطور نفسه، السيدة «تشو»، طالبت باللقب ذاته. رغم كونها مجرّد محظية «للإمبراطور يينغ‌زونغ»، إلا أنها كانت تُعدّ الآن والدة الإمبراطور الحاكم، ومن ثم طالبت بحمل اللقب نفسه الذي تحمله «الإمبراطورة تشيان». كما شدّدت السيدة «تشو» على ولائها لـ«الإمبراطور يينغ‌زونغ»، مشيرة إلى معاناتها إلى جانبه خلال سنوات الإقامة الجبرية بين عامي 1450 و1457.
في النزاع بين والدته وزوجة أبيه، أتاح الإمبراطور للمسؤولين فرصة التعبير عن آرائهم، وشجّعهم سرًا على ذلك، بينما أظهر ترددًا علنيًا. باتباع مقترحات «بنغ شي» و«لي شيان»، مُنحت كل من المرأتين لقب «الإمبراطورة الأم»، مع إضافة الحرفين «تسي‌يي» (慈懿) إلى لقب «الإمبراطورة تشيان». غير أن السيدة «تشو» اعتبرت ذلك تمييزًا، وظلت تطالب بحقوق متساوية. وفي نهاية المطاف، هرب الإمبراطور الشاب من الإمبراطورتين المتنازعتين، ولجأ إلى السيدة «وان».
بعد اعتلائه العرش، تزوّج «الإمبراطور تشنغ‌هوا» من السيدة «وو» لتصبح الإمبراطورة. غير أن علاقتهما لم تدم طويلًا، إذ سرعان ما اصطدمت «الإمبراطورة وو» مع السيدة «وان»، وطلبت معاقبتها بسبب عدم احترامها. ونتيجة لذلك، عزل الإمبراطور «الإمبراطورة وو» بعد شهر واحد فقط من زواجهما، وجردها من لقبها. أمضت لاحقًا 45 عامًا في عزلة داخل «المدينة المحرّمة». وفي العام ذاته، 1464، أصبحت السيدة «وانغ» الإمبراطورة الجديدة. تعاملت بحذر شديد، وحرصت على ألا تثير السيدة «وان»، كما تجنبت الإنجاب لحماية نفسها من أي مكروه محتمل.